# Fantasy Zone (jeu vidéo, 1991)
Fantasy Zone est un jeu vidéo de type shoot 'em up sorti en 1991 et fonctionne sur Game Gear. Le jeu a été développé et édité par Sega,.

## L'histoire
En l'année 1422 (6216 dans la version Master System), la Fantasy Zone a été jeté dans la panique à la suite de l'effondrement du système monétaire interplanétaire. La Guilde spatiale met en lumière les plans de la planète Menon, dont l'objectif est le vol des monnaies des autres planètes afin de financer une immense forteresse dans la Fantasy Zone. Opa-Opa est envoyé pour arrêter l'armée d'invasion et par la suite découvrir qui est derrière celle-ci. En fin de compte, il s'avère que le chef n'était autre que le père de Opa-Opa, père qu'il avait perdu de vue, une révélation qui laisse Opa-Opa avec des sentiments mitigés.
Cela est directement suivie dans Fantasy Zone II: The Tears of Opa-Opa, qui a lieu dix ans plus tard.

## Postérité
En 1993, la suite Super Fantasy Zone est édité sur Mega Drive.